# Gemylus angustifrons
Gemylus angustifrons är en skalbaggsart som beskrevs av Stefan von Breuning 1939. Gemylus angustifrons ingår i släktet Gemylus och familjen långhorningar.
Artens utbredningsområde är Fiji. Inga underarter finns listade i Catalogue of Life.